# Maria di Cipro
Maria di Cipro, Maria anche in aragonese, in catalano, in portoghese, in basco, in tedesco e in fiammingo, María in spagnolo, in galiziano, in asturiano, Mary in inglese e Marie in francese (1273 – Tortosa, aprile 1319), fu regina consorte di Aragona dal 1315 al 1319.

## Biografia

### Infanzia[1][2]

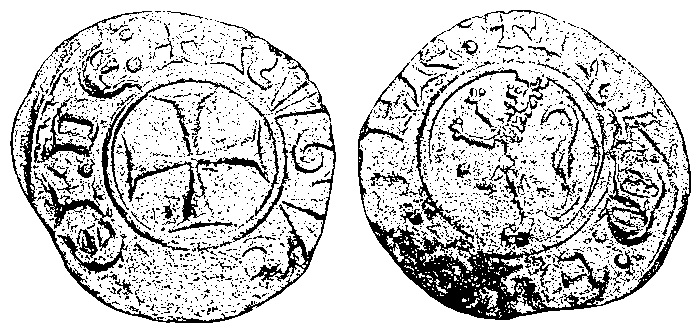
Denaro di Ugo III di Cipro che, al rovescio, presenta un leone. L'iscrizione afferma: HUGUE REI DE IRLM E D CHPR (Ugo, re di Gerusalemme e Cipro)

Figlia quintogenita del re di Cipro, Ugo III di Lusignano e di Isabella di Ibellin.
Maria assieme alle tre sorelle (Marie, Marguerite, Aalis et Helvis) è citata nei Lignages d'Outremer come la figlia del re di Cipro, Ugo III, mentre in un altro manoscritto dei Lignages d'Outremer viene riportato che Maria sposò il re d'Aragona.
Secondo la Chronicle of Amadi Maria, nel 1310, si trovava nel palazzo reale col fratello, Amalrico, principe di Tiro.

### Matrimonio

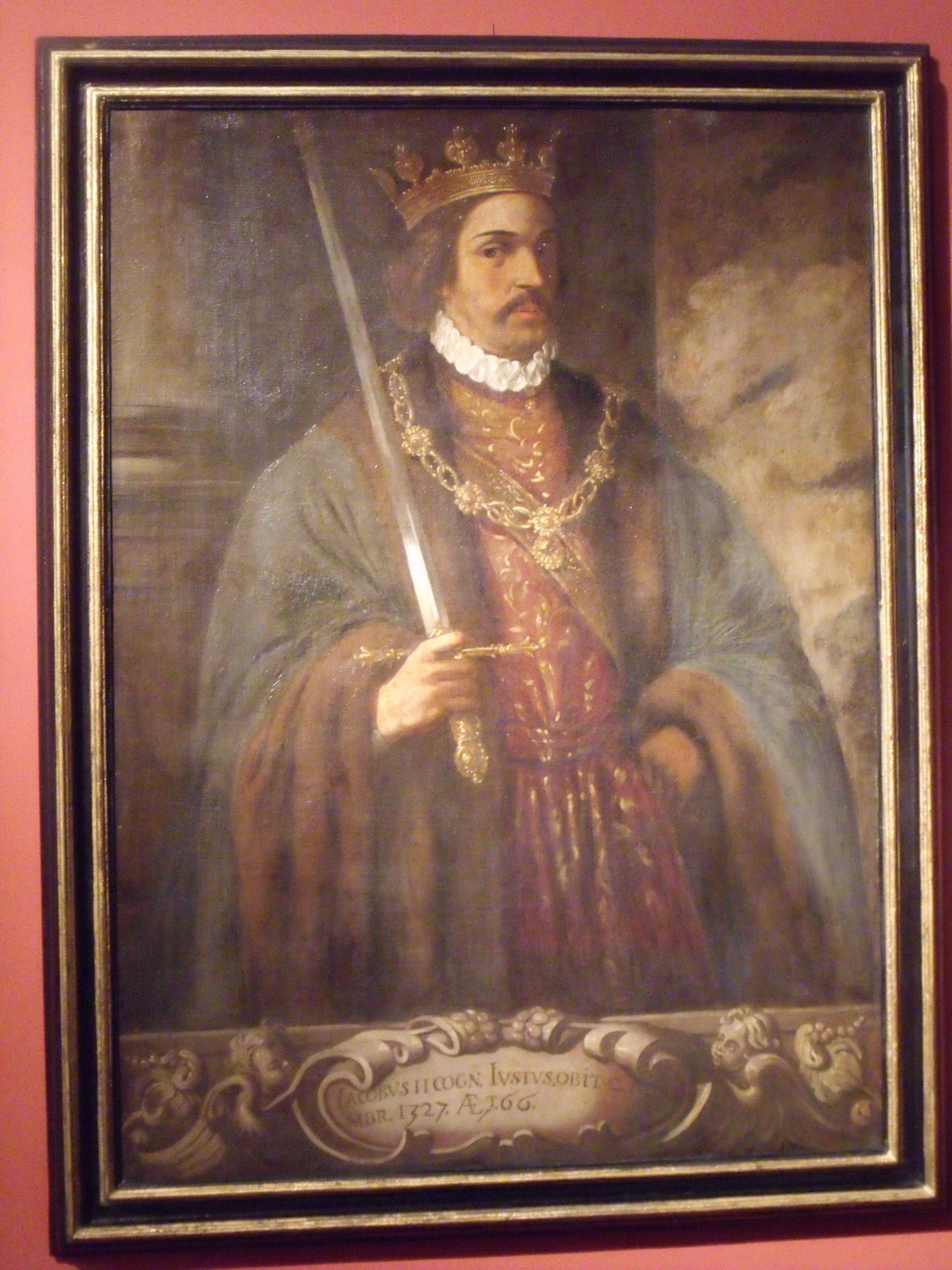
Giacomo II di Aragona

Sempre secondo la Chronicle of Amadi Maria, nel giugno 1315, si fidanzò con il re d'Aragona, Giacomo II. In pratica si era sposata, per procura, a Cipro, nella chiesa di Santa Sofia, a Nicosia.
Secondo la Cronaca piniatense, Giacomo sposò la sorella del re di Cipro (la hermana del Rey de Chipre…Doña Maria), specificando che la coppia regale non ebbe figli. Il matrimonio di persona tra Maria e Giacomo, figlio del re d'Aragona, di Valencia e conte di Barcellona e altre contee catalane, Pietro III il Grande e di Costanza di Sicilia, figlia del re di Sicilia Manfredi (figlio illegittimo dell'imperatore Federico II di Svevia) e di Beatrice di Savoia (1223 – 1259).
Il matrimonio fu celebrato, il 27 novembre del 1315, nella cattedrale di Gerona. Giacomo contrasse il matrimonio con l'accordo che Maria era l'erede del regno di Cipro e, alla morte del fratello, il re di Cipro, Enrico II (che sembrava prossimo a morire), avrebbe ereditato il regno. Ma la prematura morte di Maria, prima del fratello, Enrico, scompaginò i suoi piani.

### Morte

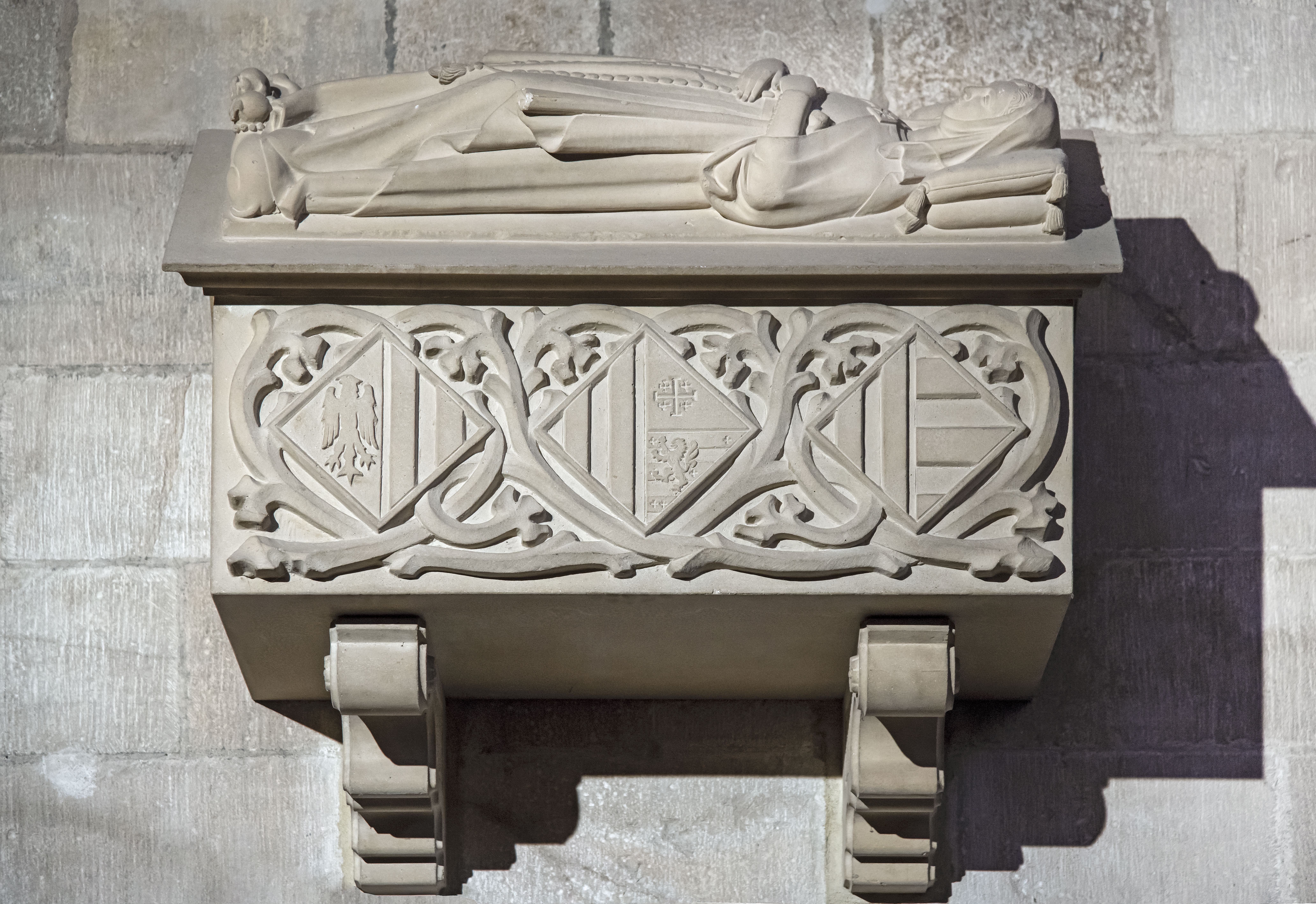
Sepolcro di Maria di Cipro, nella Cattedrale di Sant'Eulalia, a Barcellona

Infatti Maria morì a Tortosa, verso la metà di aprile del 1319.
Maria fu inumata nella Cattedrale di Sant'Eulalia, a Barcellona.

## Ascendenza
|                       |                    |                              | Genitori                 |  |  | Nonni |  |  | Bisnonni                |  |  | Trisnonni                |  |
|                       |                    |                              |                          |  |  |       |  |  | Boemondo IV d'Antiochia |  |  | Boemondo III d'Antiochia |  |
|                       |                    |                              |                          |  |  |       |  |  | Boemondo IV d'Antiochia |  |  | Boemondo III d'Antiochia |  |
|                       |                    | Orgueilleuse d'Harenc        |                          |  |  |       |  |  | Boemondo IV d'Antiochia |  |  |                          |  |
| Enrico d'Antiochia    |                    |                              |                          |  |  |       |  |  | Boemondo IV d'Antiochia |  |  |                          |  |
|                       |                    | Piacenza Embriaco de Gibelet | Ugo III Embriaco         |  |  |       |  |  |                         |  |  |                          |  |
|                       |                    | Piacenza Embriaco de Gibelet | Ugo III Embriaco         |  |  |       |  |  |                         |  |  |                          |  |
|                       |                    | Piacenza Embriaco de Gibelet | Stefania di Milly        |  |  |       |  |  |                         |  |  |                          |  |
| Ugo III di Cipro      |                    | Piacenza Embriaco de Gibelet |                          |  |  |       |  |  |                         |  |  |                          |  |
|                       |                    | Ugo I di Cipro               | Amalrico II di Lusignano |  |  |       |  |  |                         |  |  |                          |  |
|                       |                    | Ugo I di Cipro               | Amalrico II di Lusignano |  |  |       |  |  |                         |  |  |                          |  |
|                       |                    | Ugo I di Cipro               | Eschiva di Ibelin        |  |  |       |  |  |                         |  |  |                          |  |
| Isabella di Lusignano |                    | Ugo I di Cipro               |                          |  |  |       |  |  |                         |  |  |                          |  |
|                       |                    | Alice di Champagne           | Enrico II di Champagne   |  |  |       |  |  |                         |  |  |                          |  |
|                       |                    | Alice di Champagne           | Enrico II di Champagne   |  |  |       |  |  |                         |  |  |                          |  |
|                       |                    | Alice di Champagne           | Isabella di Gerusalemme  |  |  |       |  |  |                         |  |  |                          |  |
| Maria di Cipro        |                    | Alice di Champagne           |                          |  |  |       |  |  |                         |  |  |                          |  |
|                       | Giovanni di Ibelin | Baliano di Ibelin            |                          |  |  |       |  |  |                         |  |  |                          |  |
|                       | Giovanni di Ibelin | Baliano di Ibelin            |                          |  |  |       |  |  |                         |  |  |                          |  |
|                       | Giovanni di Ibelin | Maria Comnena                |                          |  |  |       |  |  |                         |  |  |                          |  |
| Guido d'Ibelin        | Giovanni di Ibelin |                              |                          |  |  |       |  |  |                         |  |  |                          |  |
|                       |                    | Melisenda d'Arsur            | Guido d'Arsur            |  |  |       |  |  |                         |  |  |                          |  |
|                       |                    | Melisenda d'Arsur            | Guido d'Arsur            |  |  |       |  |  |                         |  |  |                          |  |
|                       |                    | Melisenda d'Arsur            | …                        |  |  |       |  |  |                         |  |  |                          |  |
| Isabella d'Ibelin     |                    | Melisenda d'Arsur            |                          |  |  |       |  |  |                         |  |  |                          |  |
|                       |                    | Amalrico Barlais             | …                        |  |  |       |  |  |                         |  |  |                          |  |
|                       |                    | Amalrico Barlais             | …                        |  |  |       |  |  |                         |  |  |                          |  |
|                       |                    | Amalrico Barlais             | …                        |  |  |       |  |  |                         |  |  |                          |  |
| Filippa Barlais       |                    | Amalrico Barlais             |                          |  |  |       |  |  |                         |  |  |                          |  |
|                       |                    | Agnese di Margat             | Bertrando di Margat      |  |  |       |  |  |                         |  |  |                          |  |
|                       |                    | Agnese di Margat             | Bertrando di Margat      |  |  |       |  |  |                         |  |  |                          |  |
|                       |                    | Agnese di Margat             | Bermonda Brisebarre      |  |  |       |  |  |                         |  |  |                          |  |
|                       |                    | Agnese di Margat             |                          |  |  |       |  |  |                         |  |  |                          |  |